# Borodínskaya (Krasnodar)
Borodínskaya (del ruso: Бородинская) es una stanitsa del raión de Primorsko-Ajtarsk del krai de Krasnodar en el sur de Rusia. Está situada 5 km al sur de la costa del mar de Azov, 9 km al nordeste de Primorsko-Ajtarsk y 130 km al norte de Krasnodar, la capital del krai. Tenía 1 786 habitantes en 2010.
Es cabeza del municipio Borodínkovskoye, al que pertenece asimismo Morozovski.

## Historia
La localidad fue fundada en 1891 en tierras de la stanitsa Márianskaya como jútor Novomarianski. Obtuvo el estatus de stanitsa y su nombre actual en 1913 en recuerdo de la participación de cosacos del Mar Negro en la batalla de Borodinó en 1812.